# Conocephalus bambusanus
Conocephalus bambusanus är en insektsart som beskrevs av Sigfrid Ingrisch 1990. Conocephalus bambusanus ingår i släktet Conocephalus och familjen vårtbitare. Inga underarter finns listade i Catalogue of Life.